# Ritratto di letterato
Il Ritratto di letterato è un dipinto a olio su tela  (84x72 cm) di Tiziano, databile al 1518-1520 circa e conservato a Hampton Court.

## Storia e descrizione
L'opera è stata creduta come ritratto di Alessandro de' Medici o Jacopo Sannazzaro, ma non esistono prove al riguardo.
Da uno sfondo scuro emerge un personaggio maschile a mezza figura, girato di tre quarti verso sinistra, con lo sguardo fisso su un punto lontano. Con la mano destra tiene il segno in un libretto appoggiato su un ripiano di scrittoio. Indossa una casacca nera, un mantello scuro bordato di pelliccia e una camicia bianca. Intensa è l'individuazione fisiognomica e il colloquio psicologico con lo spettatore.